# Aspidiophorus paramediterraneus
Aspidiophorus paramediterraneus är en djurart som tillhör fylumet bukhårsdjur, och som beskrevs av William D. Hummon 1974. Aspidiophorus paramediterraneus ingår i släktet Aspidiophorus och familjen Chaetonotidae. Inga underarter finns listade i Catalogue of Life.